# Tournon-Saint-Martin
Pour les articles homonymes, voir Tournon.
Tournon-Saint-Martin est une commune française située dans le département de l'Indre, en région Centre-Val de Loire.

## Géographie

### Localisation
La commune est située dans l'ouest du département, à la limite avec les départements d'Indre-et-Loire (région Centre) et la Vienne (région Poitou-Charentes). Elle est située dans la région naturelle du Blancois, au sein du parc naturel régional de la Brenne.
Les communes limitrophes sont : Tournon-Saint-Pierre (1 km), Néons-sur-Creuse (2 km), Lurais (3 km), Preuilly-la-Ville (4 km), Lureuil (7 km), Pouligny-Saint-Pierre (9 km) et Bossay-sur-Claise (11 km).
Les communes chefs-lieux et préfectorales sont : Le Blanc (14 km), Châteauroux (57 km), La Châtre (81 km) et Issoudun (82 km).

### Hameaux et lieux-dits
Les hameaux et lieux-dits de la commune sont : la Borde, la Blancherie, Bel Air, la Boutetterie, Sançais, le Coudrey, le Haut du Coudrey et les Pués.

### Géologie et relief
La commune est classée en zone de sismicité 2, correspondant à une sismicité faible.

### Hydrographie
Le territoire communal est arrosé par les rivières Creuse et Suin. Ce dernier sépare d'ailleurs l'Indre (Tournon-saint-Martin) de l'Indre-et-Loire (Tournon-Saint-Pierre).

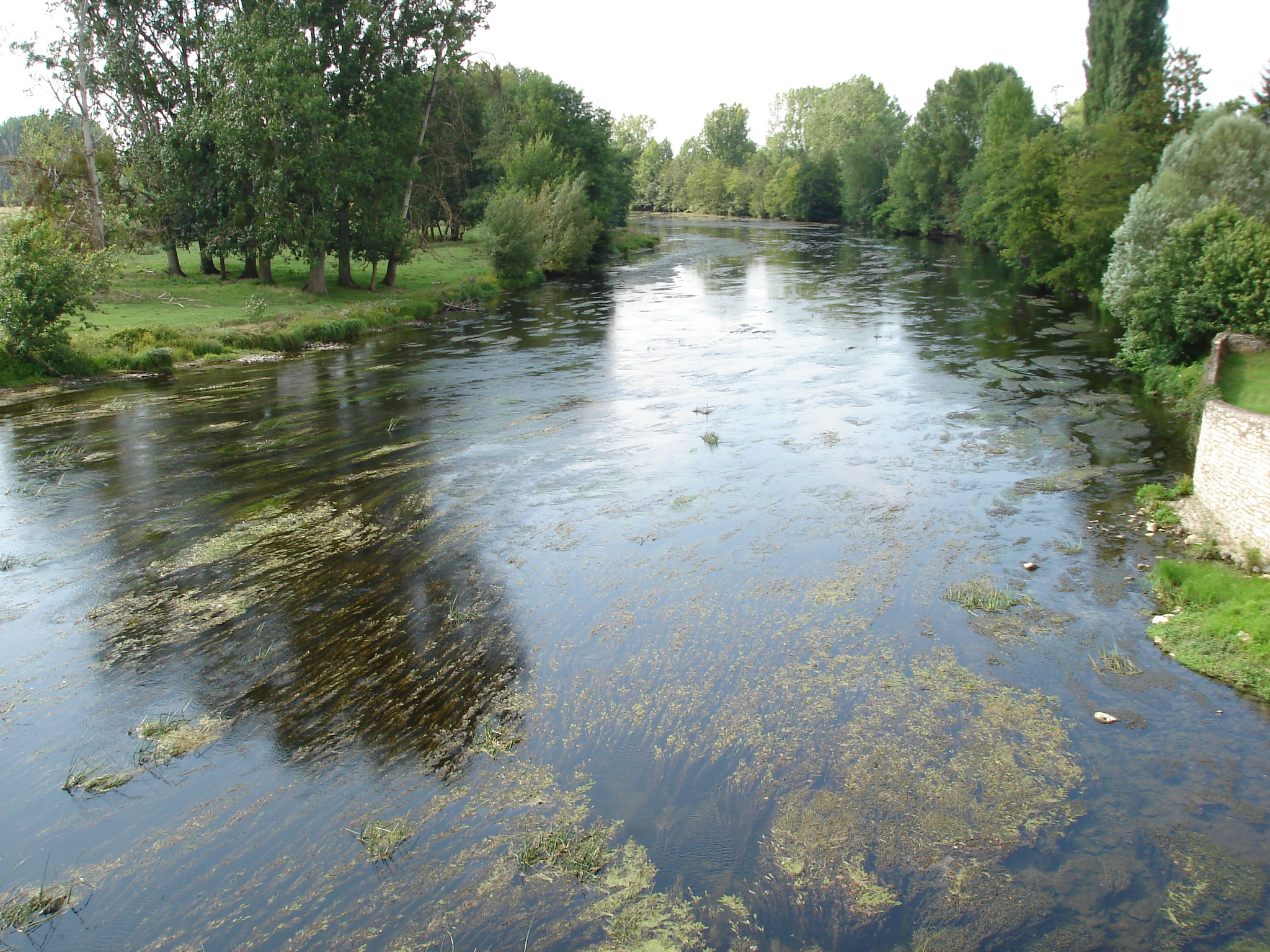
La rivière Creuse en direction de Tournon-Saint-Pierre en 2011.
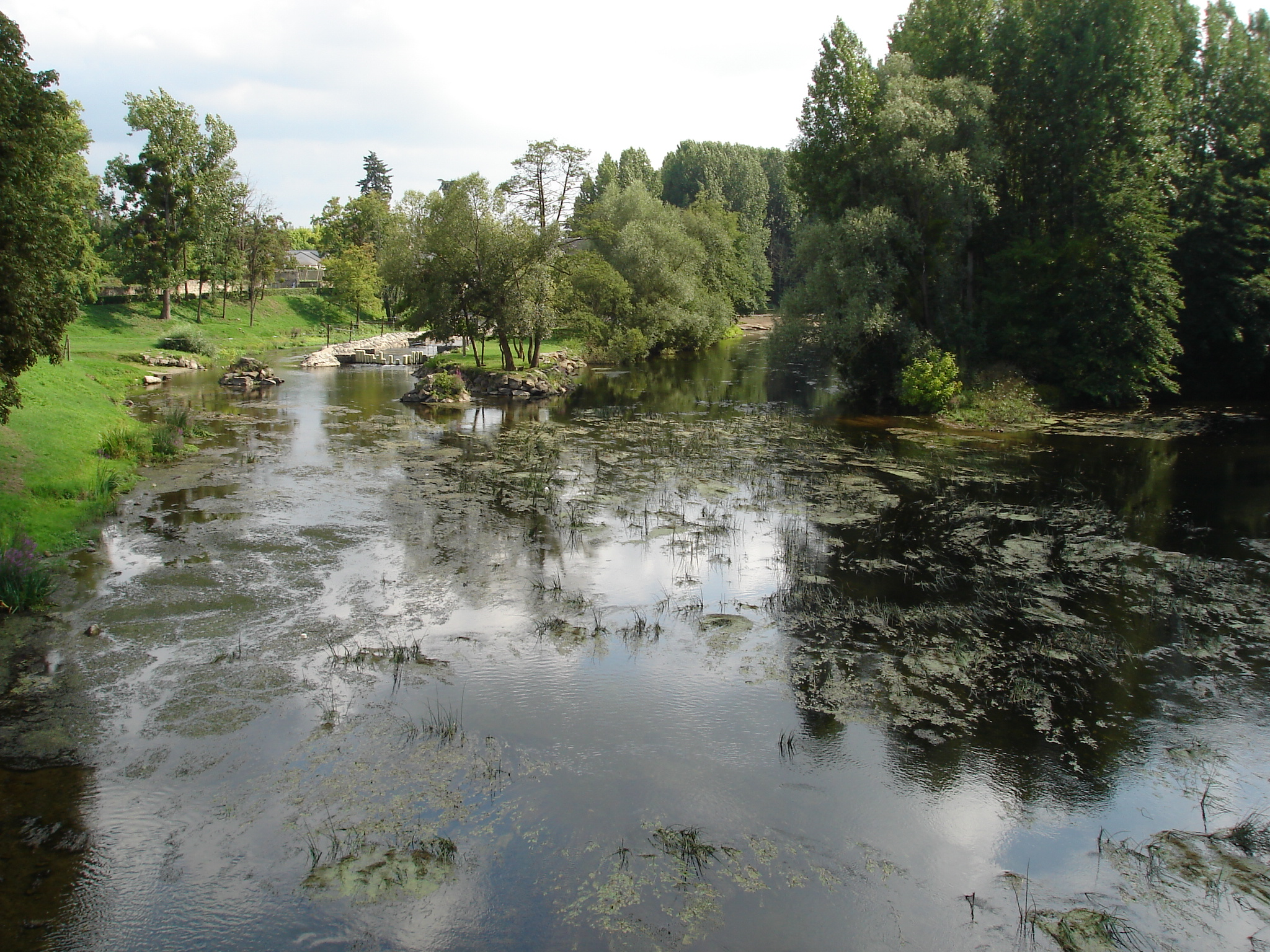
La rivière Creuse en direction de Lurais en 2011.

### Climat
Pour des articles plus généraux, voir Climat du Centre-Val de Loire et Climat de l'Indre.
En 2010, le climat de la commune est de type climat océanique dégradé des plaines du Centre et du Nord, selon une étude du CNRS s'appuyant sur une série de données couvrant la période 1971-2000. En 2020, Météo-France publie une typologie des climats de la France métropolitaine dans laquelle la commune est exposée à un climat océanique altéré et est dans une zone de transition entre les régions climatiques « Centre et contreforts nord du Massif Central » et « Poitou-Charentes ».
Pour la période 1971-2000, la température annuelle moyenne est de 11,8 °C, avec une amplitude thermique annuelle de 15,1 °C. Le cumul annuel moyen de précipitations est de 725 mm, avec 11,4 jours de précipitations en janvier et 6,7 jours en juillet. Pour la période 1991-2020, la température moyenne annuelle observée sur la station météorologique de Météo-France la plus proche, sur la commune de Martizay à 11 km à vol d'oiseau, est de 12,4 °C et le cumul annuel moyen de précipitations est de 774,0 mm,. Pour l'avenir, les paramètres climatiques de la commune estimés pour 2050 selon différents scénarios d'émission de gaz à effet de serre sont consultables sur un site dédié publié par Météo-France en novembre 2022.

### Voies de communication et transports

#### Voies routières
Le territoire communal est desservi par les routes départementales : 6, 50, 50E, 60, 61, 62, 62A et 950.

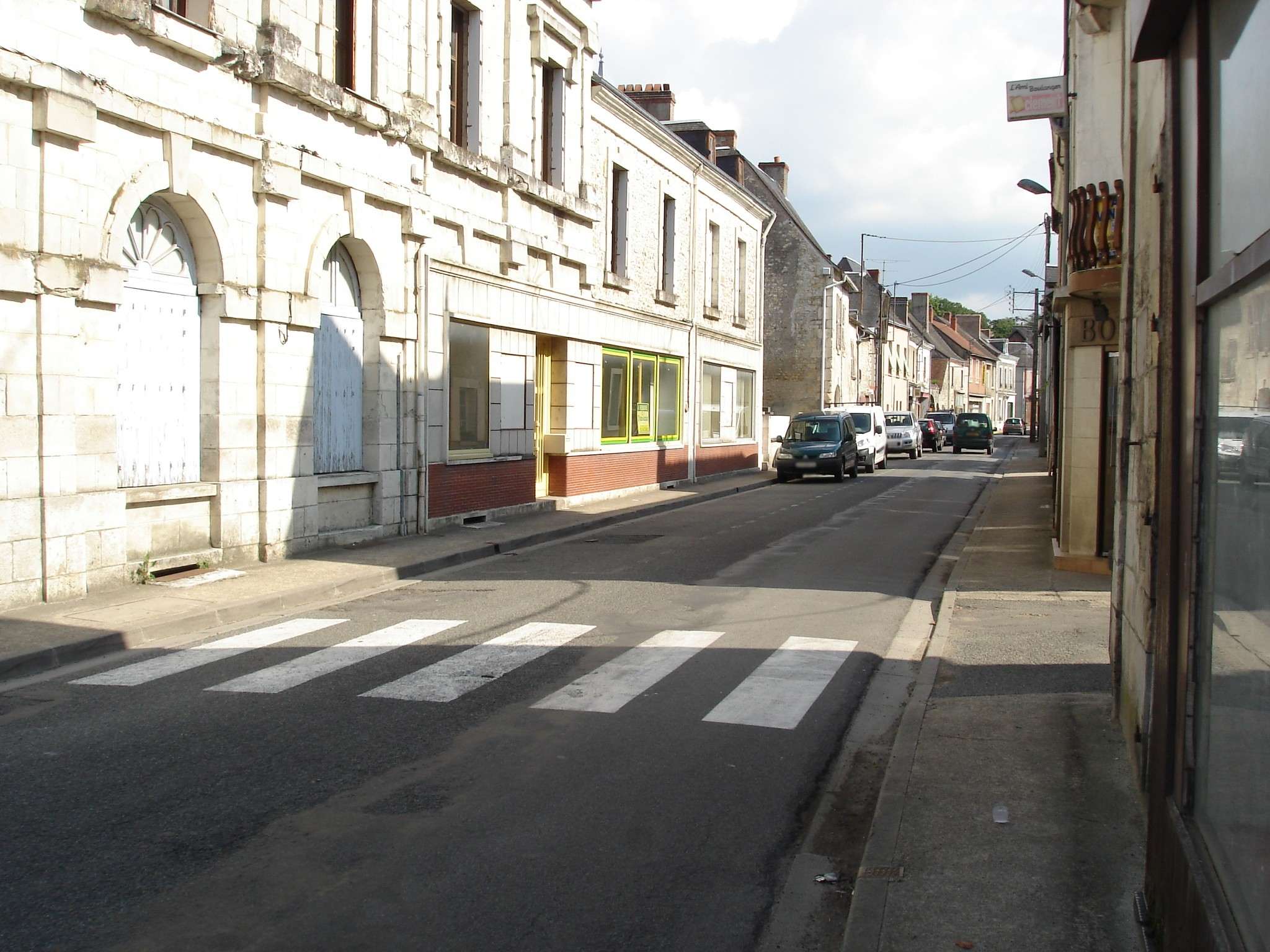
La rue Grande en 2011.
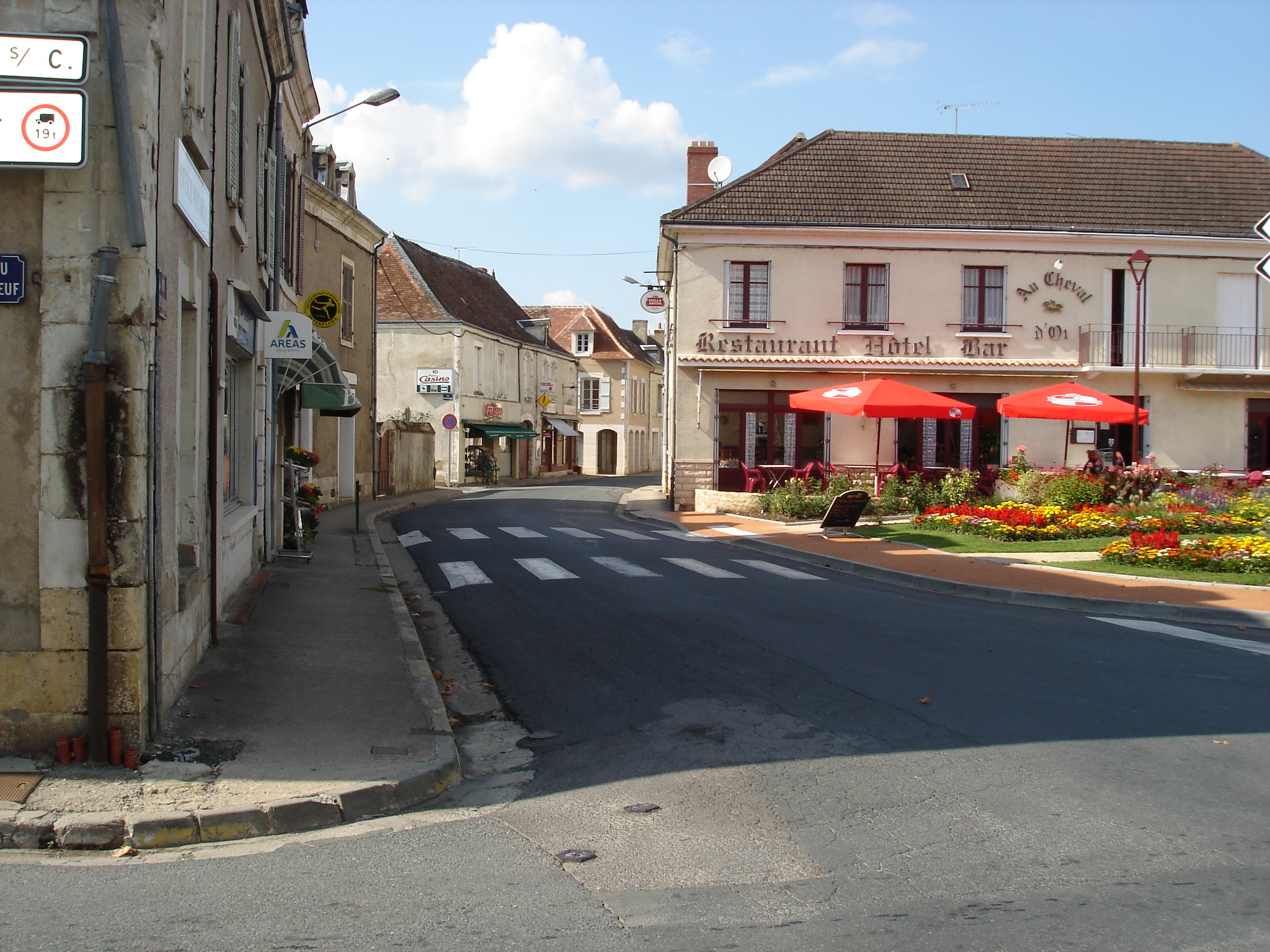
La rue de la Mairie Grande en 2011.
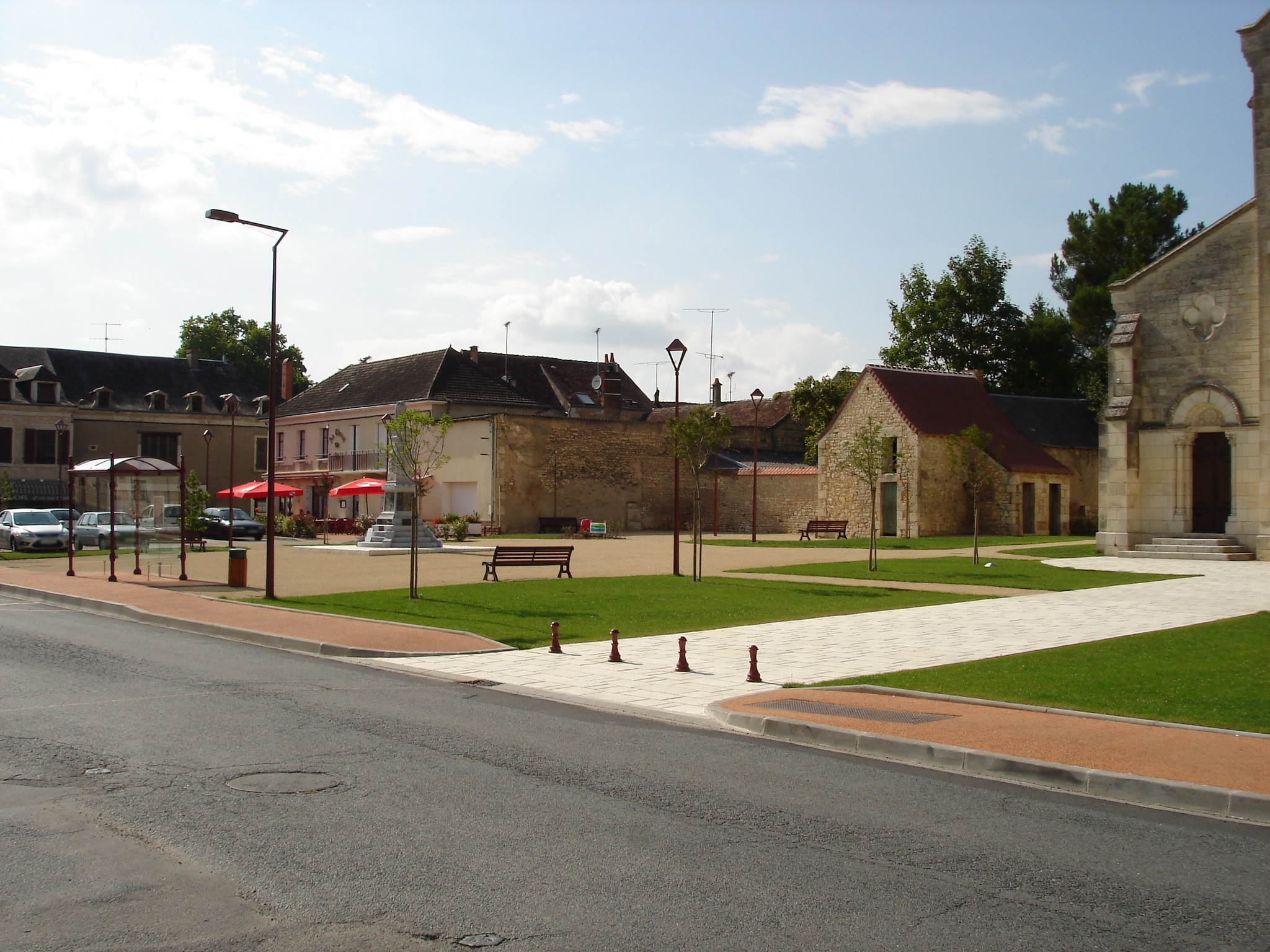
La place de l'Église en 2011.

#### Transports
La ligne de Port-de-Piles à Argenton-sur-Creuse passait par le territoire communal, une gare desservait la commune. La gare ferroviaire la plus proche est la gare de Châtellerault (37 km), sur la ligne de Paris-Austerlitz à Bordeaux-Saint-Jean.
Tournon-Saint-Martin est desservie par les lignes P et Q du Réseau de mobilité interurbaine.
L'aéroport le plus proche est l'aéroport de Châteauroux-Centre, à 68 km.
Le territoire communal est traversé par le sentier de grande randonnée de pays de la Brenne.

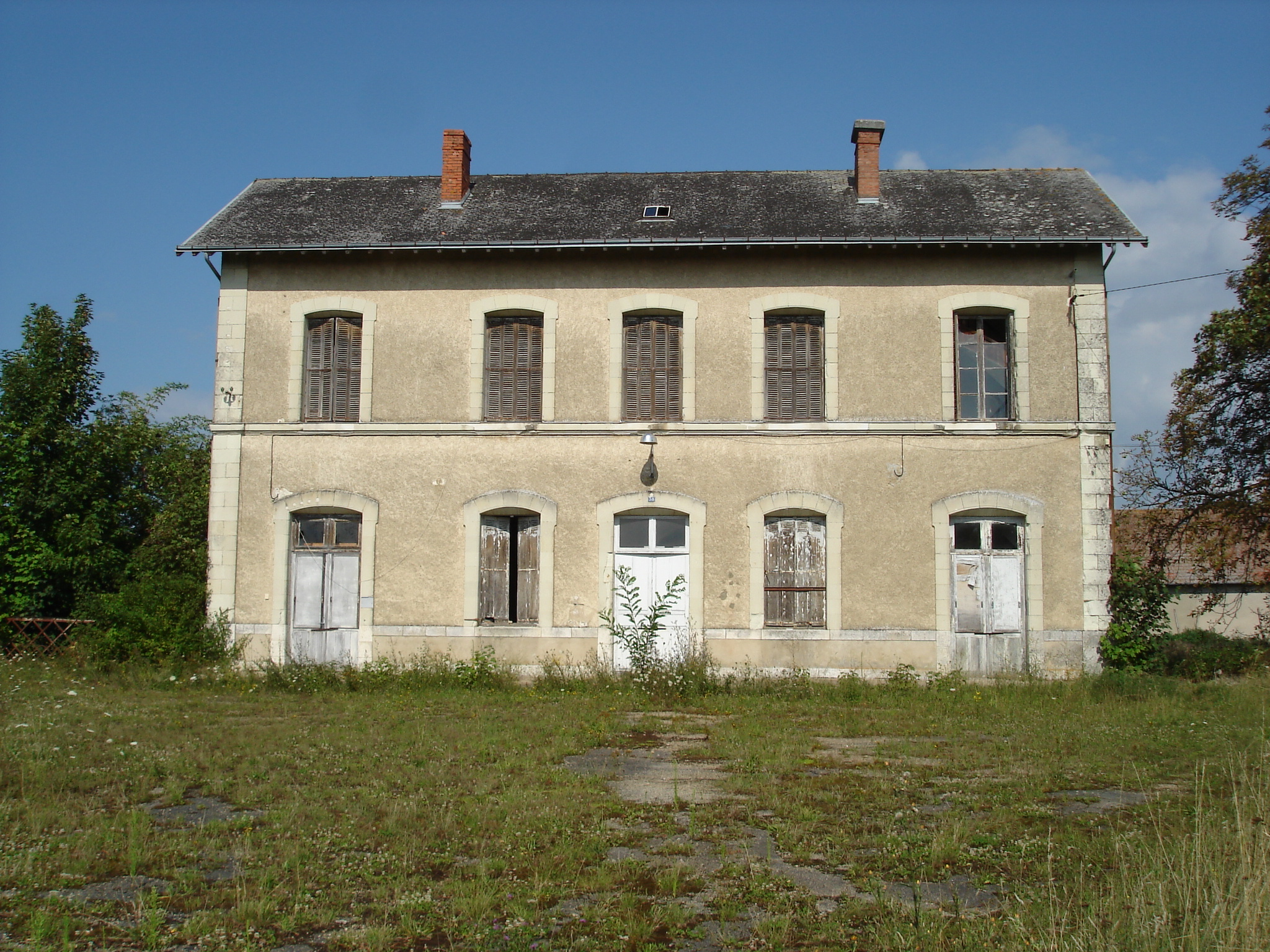
L'ancienne gare en 2011.

## Urbanisme

### Typologie
Au 1er janvier 2024, Tournon-Saint-Martin est catégorisée commune rurale à habitat dispersé, selon la nouvelle grille communale de densité à sept niveaux définie par l'Insee en 2022.
Elle est située hors unité urbaine. Par ailleurs la commune fait partie de l'aire d'attraction du Blanc, dont elle est une commune de la couronne,. Cette aire, qui regroupe 23 communes, est catégorisée dans les aires de moins de 50 000 habitants,.

### Occupation des sols
L'occupation des sols de la commune, telle qu'elle ressort de la base de données européenne d’occupation biophysique des sols Corine Land Cover (CLC), est marquée par l'importance des territoires agricoles (84,7 % en 2018), en diminution par rapport à 1990 (85,6 %). La répartition détaillée en 2018 est la suivante : 
terres arables (50 %), zones agricoles hétérogènes (24 %), prairies (10,7 %), forêts (9,2 %), zones urbanisées (5,5 %), mines, décharges et chantiers (0,5 %). L'évolution de l’occupation des sols de la commune et de ses infrastructures peut être observée sur les différentes représentations cartographiques du territoire : la carte de Cassini (XVIIIe siècle), la carte d'état-major (1820-1866) et les cartes ou photos aériennes de l'IGN pour la période actuelle (1950 à aujourd'hui).

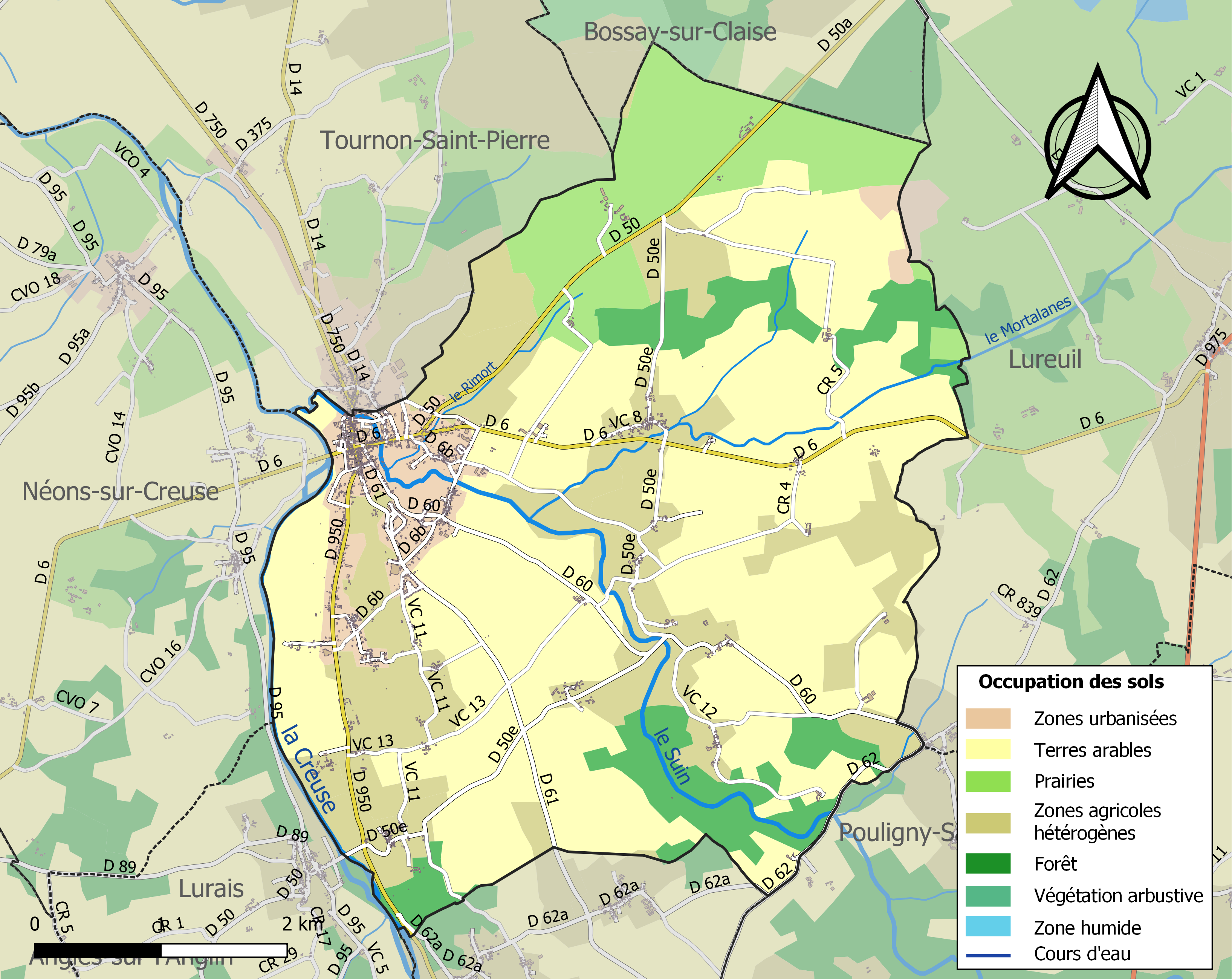
Carte des infrastructures et de l'occupation des sols de la commune en 2018 (CLC).

### Logement
Le tableau ci-dessous présente le détail du secteur des logements de la commune :
| Date du relevé                                              | 2013   |
| Nombre total de logements                                   | 758    |
| Résidences principales                                      | 71 %   |
| Résidences secondaires                                      | 14 %   |
| Logements vacants                                           | 14,9 % |
| Part des ménages propriétaires de leur résidence principale | 75,6 % |

### Risques majeurs
Le territoire de la commune de Tournon-Saint-Martin est vulnérable à différents aléas naturels : météorologiques (tempête, orage, neige, grand froid, canicule ou sécheresse), inondations, feux de forêts et séisme (sismicité faible). Il est également exposé à un risque technologique, la rupture d'un barrage. Un site publié par le BRGM permet d'évaluer simplement et rapidement les risques d'un bien localisé soit par son adresse soit par le numéro de sa parcelle.

#### Risques naturels
Certaines parties du territoire communal sont susceptibles d’être affectées par le risque d’inondation par débordement de cours d'eau, notamment la Creuse et le Suin. La commune a été reconnue en état de catastrophe naturelle au titre des dommages causés par les inondations et coulées de boue survenues en 1982, 1990, 1999 et 2016,.
Pour anticiper une remontée des risques de feux de forêt et de végétation vers le nord de la France en lien avec le dérèglement climatique, les services de l’État en région Centre-Val de Loire (DREAL, DRAAF, DDT) avec les SDIS ont réalisé en 2021 un atlas régional du risque de feux de forêt, permettant d’améliorer la connaissance sur les massifs les plus exposés. La commune, étant pour partie dans le massif de Rrenne, est classée au niveau de risque 1, sur une échelle qui en comporte quatre (1 étant le niveau maximal).

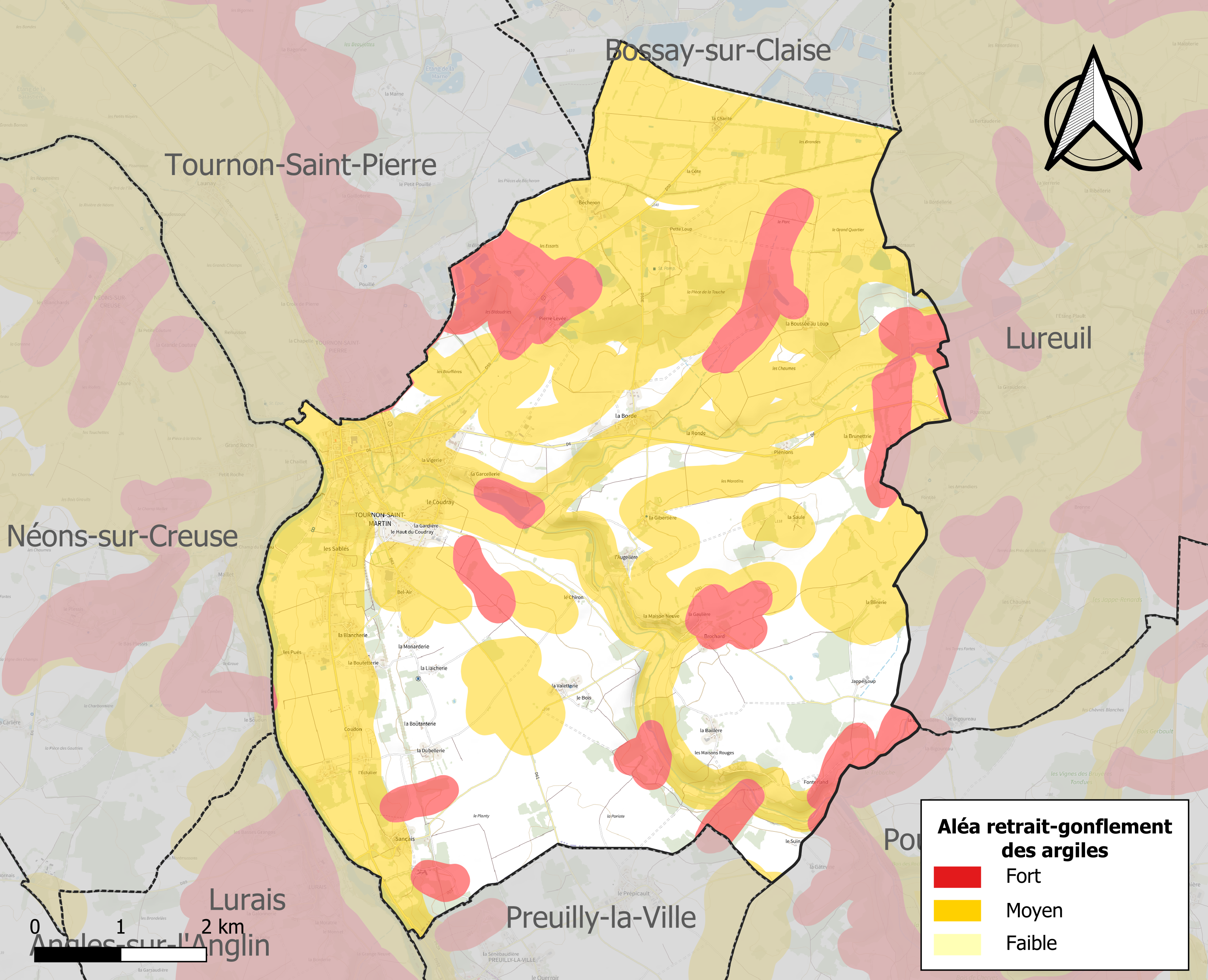
Carte des zones d'aléa retrait-gonflement des sols argileux de Tournon-Saint-Martin.

Le retrait-gonflement des sols argileux est susceptible d'engendrer des dommages importants aux bâtiments en cas d’alternance de périodes de sécheresse et de pluie. 71,2 % de la superficie communale est en aléa moyen ou fort (84,7 % au niveau départemental et 48,5 % au niveau national). Sur les 748 bâtiments dénombrés sur la commune en 2019, 631 sont en aléa moyen ou fort, soit 84 %, à comparer aux 86 % au niveau départemental et 54 % au niveau national. Une cartographie de l'exposition du territoire national au retrait gonflement des sols argileux est disponible sur le site du BRGM,.
Concernant les mouvements de terrains, la commune a été reconnue en état de catastrophe naturelle au titre des dommages causés par la sécheresse en 2005, 2011, 2016 et 2018 et par des mouvements de terrain en 1999.

#### Risques technologiques
La commune est en outre située en aval du Barrage d'Éguzon, de classe A et faisant l'objet d'un PPI, mis en eau en 1926, d’une hauteur de 58 mètres et retenant un volume de 57,3 millions de mètres cubes. À ce titre elle est susceptible d’être touchée par l’onde de submersion consécutive à la rupture de cet ouvrage.

## Toponymie
Durant la Révolution française, pour suivre le décret de la Convention du 25 vendémiaire an II invitant les communes ayant des noms pouvant rappeler les souvenirs de la royauté, de la féodalité ou des superstitions, à les remplacer par d'autres dénominations, la commune, qui s’appelait Saint-Martin-de-Tournon, change de nom pour Tournon.
Ses habitants sont appelés les Tournonnais.

## Histoire
La première trace de l'existence de ce village nous amène à l'époque gallo-romaine, par l'étymologie de son premier nom qui nous soit connu : Turnus Magos. Turnus semble être le nom d'un chef de tribu ou d'un grand propriétaire terrien, et Magus, signifiant marché, rappelle l'emplacement de ce village au carrefour de trois provinces, emplacement favorable au commerce : le Berry, la Touraine et le Poitou, provinces déjà constituées à l'époque gallo-romaine.
Jacques-Marie Rougé, dans son Folklore de la Touraine, nous apprend qu'autrefois existait une coiffe propre à Tournon, qu'il a conservé au musée du Terroir de Loches qu'il a fondé.
Peu avant la grande guerre, fut aménagé au hameau de Coudon un hangar pour le dirigeable adjudant Réau, dans le cadre des « Grandes Manœuvres du Centre ».
En 1890, un exercice national de transmission de l'ordre de mobilisation eut lieu au sein des régions de gendarmerie. Cependant, alors que l'ordre devait terminer sa route au bureau de poste, la directrice crut bon de le transmettre à la brigade de Tournon-Saint-Martin. Les gendarmes mobilisèrent les conscrits comme si le pays entrait en conflit, donnant lieu à des scènes de séparation déchirantes. Cependant, la tristesse se transforma en incrédulité et en embrassades, lorsque la situation fut éclaircie quelques heures plus tard.
Dans les années 1920 et 1930 eurent lieu à Tournon-Saint-Martin des « cavalcades », des chars décorés par les habitants qui circulaient dans les rues du village, et qui acquirent localement une certaine notoriété.
À la suite du redécoupage cantonal de 2014, la commune n'est plus chef-lieu de canton.

## Politique et administration
La commune dépend de l'arrondissement du Blanc, du canton du Blanc, de la première circonscription de l'Indre et de la communauté de communes Brenne - Val de Creuse.

### Liste des maires
| Période    | Période  | Identité                          | Étiquette   | Qualité                                                       |
| ---------- | -------- | --------------------------------- | ----------- | ------------------------------------------------------------- |
| 1880       | 1880     | Louis Henri Bernardeau de Valance | ?           | ?                                                             |
| 1983       | 1995     | Jacques Liaume                    | ?           | Professeur des écoles                                         |
| 1995       | 2001     | Patrick Lecouvé                   | PS          | Postier                                                       |
| mars 2001, | En cours | Dominique Hervo                   | PS puis DVG | Conseiller général de l'Indre (2004-2011) Médecin généraliste |

### Instances judiciaires et administratives
La commune dispose des services suivants :
- un bureau de poste[33] ;
- un syndicat d'initiative[34] ;
- une gendarmerie[35] ;
- un centre de secours ;
- un centre d'entretien et d'exploitation des routes du conseil départemental de l'Indre[36].

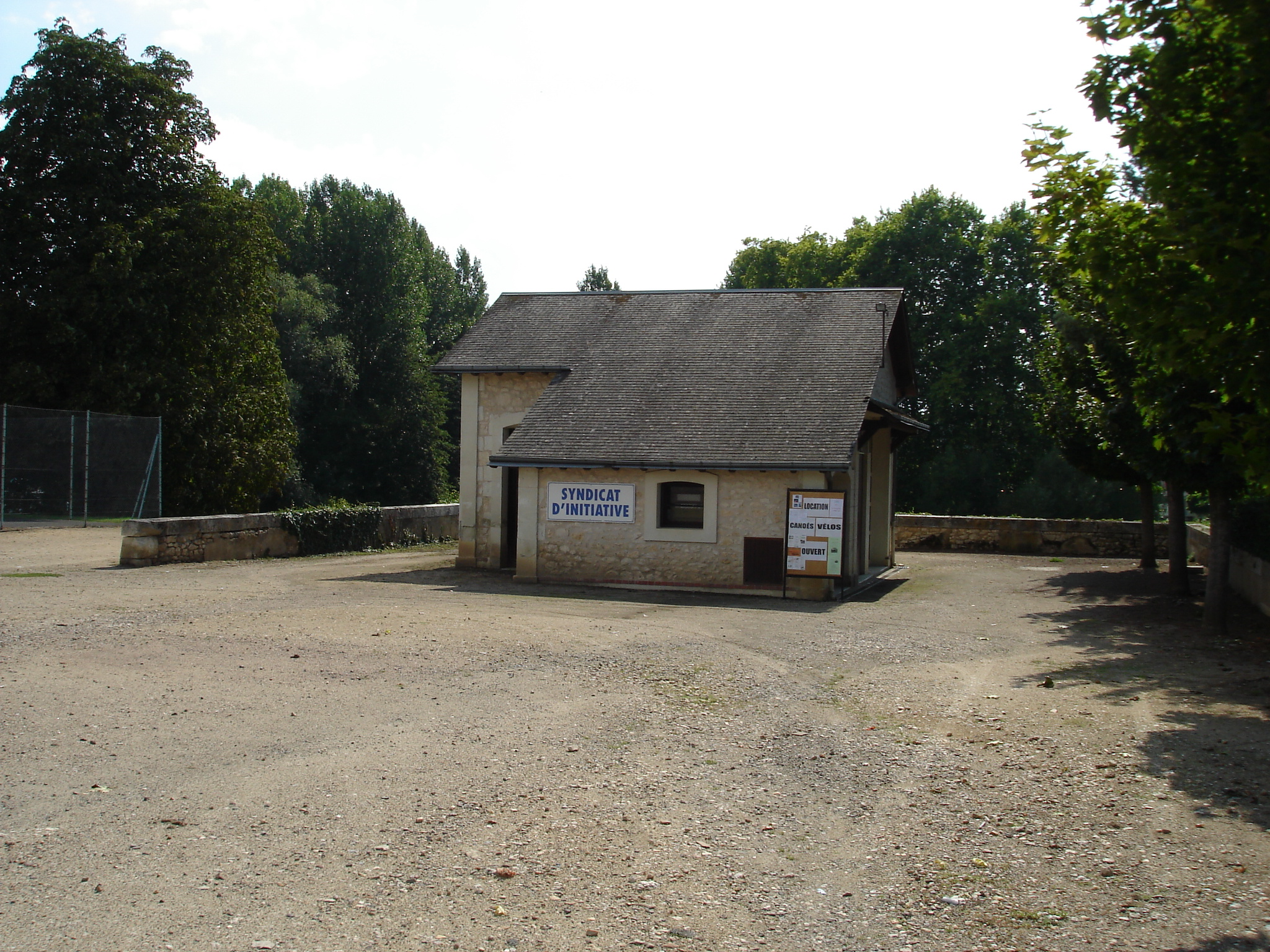
Le syndicat d'initiative en 2011.
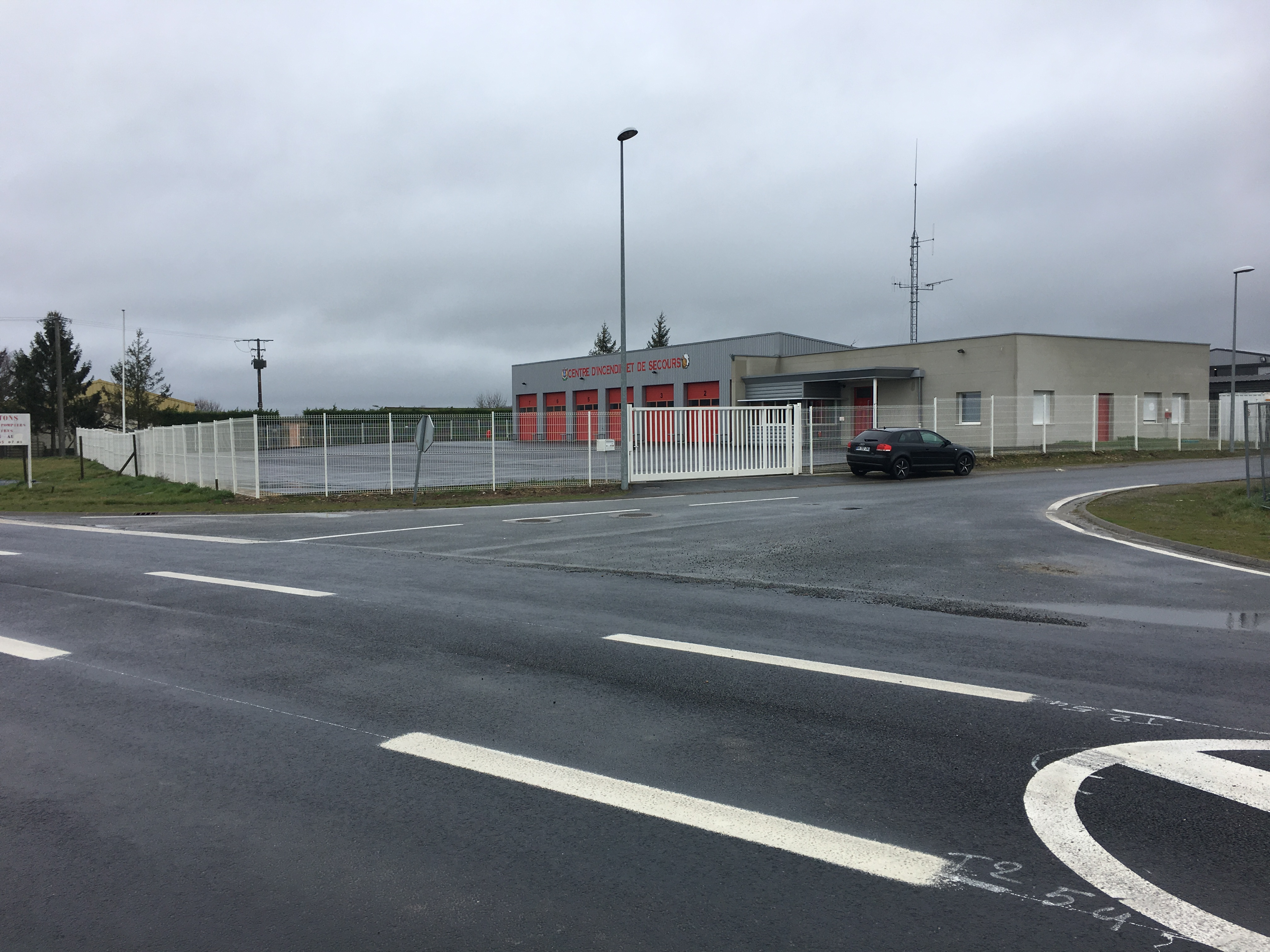
Le centre de secours en 2017.
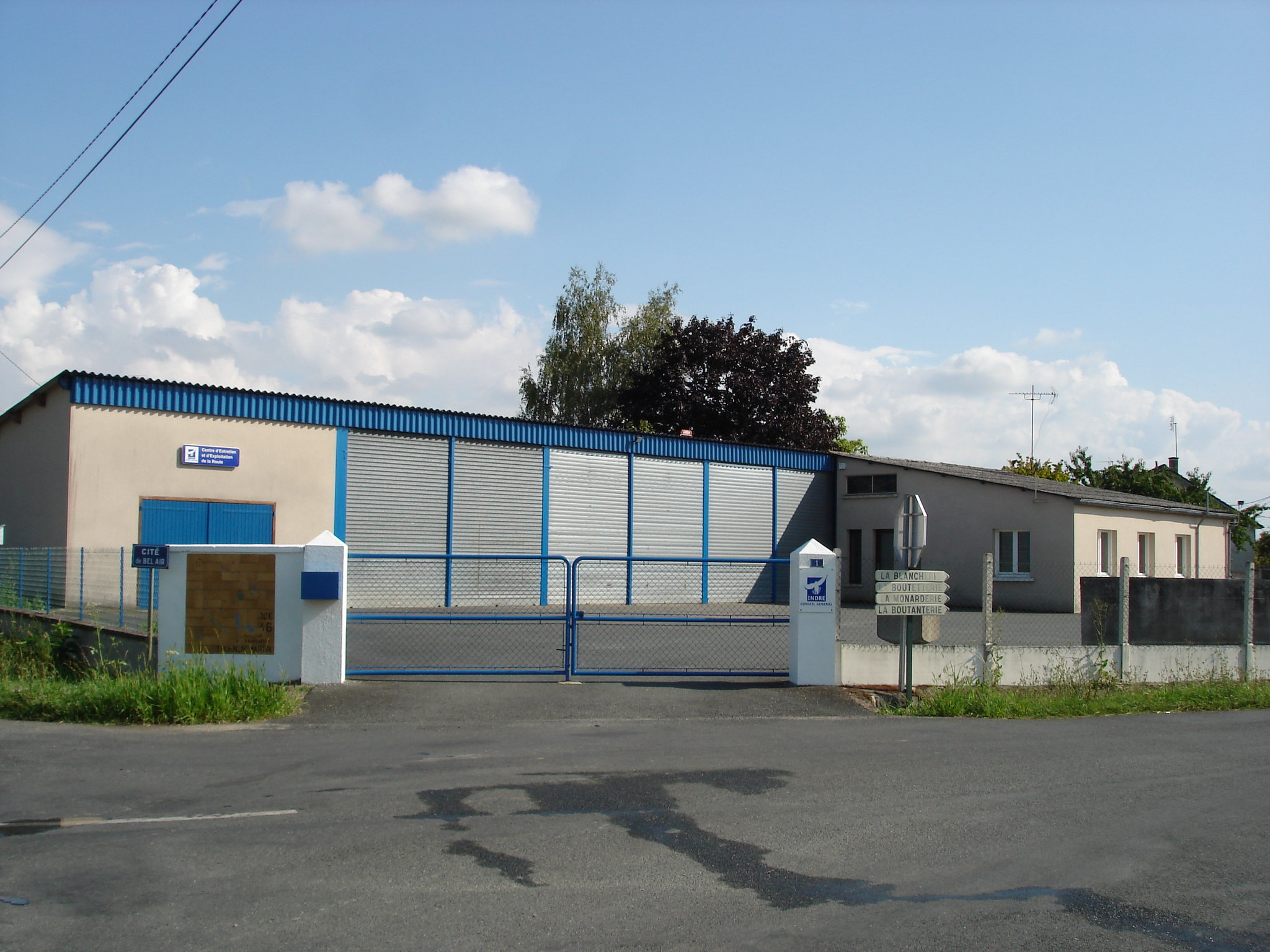
Le centre d'entretien et d'exploitation des routes du conseil départemental de l'Indre en 2011.

### Jumelages
- Barzago (Italie) depuis 1997.

## Population et société

### Démographie
L'évolution du nombre d'habitants est connue à travers les recensements de la population effectués dans la commune depuis 1793. Pour les communes de moins de 10 000 habitants, une enquête de recensement portant sur toute la population est réalisée tous les cinq ans, les populations de référence des années intermédiaires étant quant à elles estimées par interpolation ou extrapolation. Pour la commune, le premier recensement exhaustif entrant dans le cadre du nouveau dispositif a été réalisé en 2004.

En 2022, la commune comptait 1 120 habitants, en évolution de −4,44 % par rapport à 2016 (Indre : −3 %, France hors Mayotte : +2,11 %).
| 1793  | 1800  | 1806  | 1821  | 1831  | 1836  | 1841  | 1846  | 1851  |
| ----- | ----- | ----- | ----- | ----- | ----- | ----- | ----- | ----- |
| 1 455 | 1 248 | 1 116 | 1 318 | 1 299 | 1 398 | 1 402 | 1 505 | 1 479 |

| 1856  | 1861  | 1866  | 1872  | 1876  | 1881  | 1886  | 1891  | 1896  |
| ----- | ----- | ----- | ----- | ----- | ----- | ----- | ----- | ----- |
| 1 456 | 1 433 | 1 513 | 1 507 | 1 505 | 1 509 | 1 622 | 1 524 | 1 581 |

| 1901  | 1906  | 1911  | 1921  | 1926  | 1931  | 1936  | 1946  | 1954  |
| ----- | ----- | ----- | ----- | ----- | ----- | ----- | ----- | ----- |
| 1 572 | 1 562 | 1 563 | 1 514 | 1 565 | 1 584 | 1 591 | 1 581 | 1 561 |

| 1962  | 1968  | 1975  | 1982  | 1990  | 1999  | 2004  | 2006  | 2009  |
| ----- | ----- | ----- | ----- | ----- | ----- | ----- | ----- | ----- |
| 1 589 | 1 610 | 1 589 | 1 506 | 1 374 | 1 250 | 1 221 | 1 223 | 1 215 |

| 2014  | 2019  | 2022  | - | - | - | - | - | - |
| ----- | ----- | ----- | - | - | - | - | - | - |
| 1 175 | 1 132 | 1 120 | - | - | - | - | - | - |

### Enseignement
La commune dépend de la circonscription académique du Blanc.

### Équipement culturel
- Salle des fêtes.

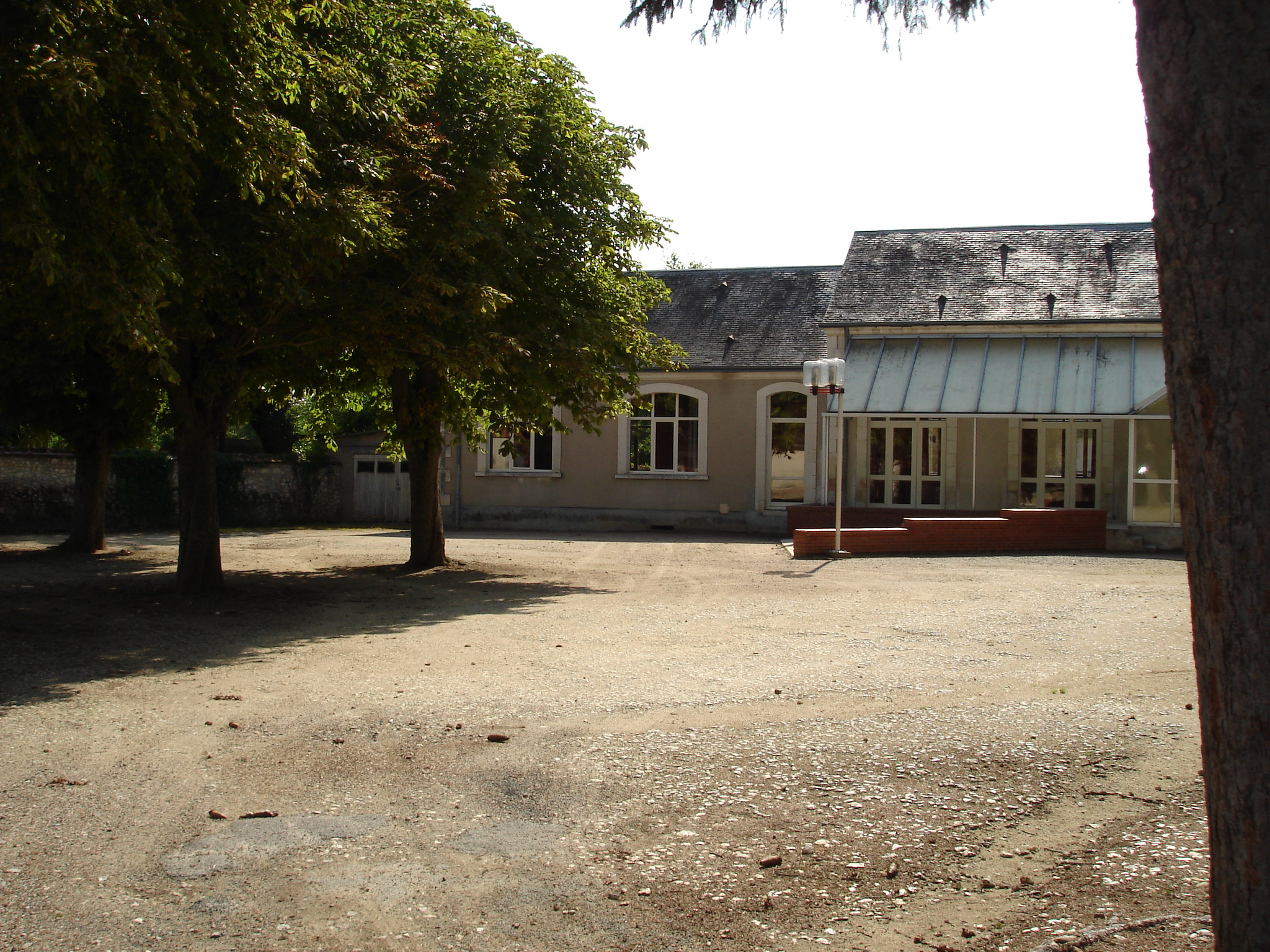
La salle des fêtes en 2011.

### Sports
- Stade d'eau vive destiné à la pratique du canoë-kayak, du rafting et de la nage en eau vive[43].
- Terrain de football
- Terrain de tennis
- Gymnase
- Dojo

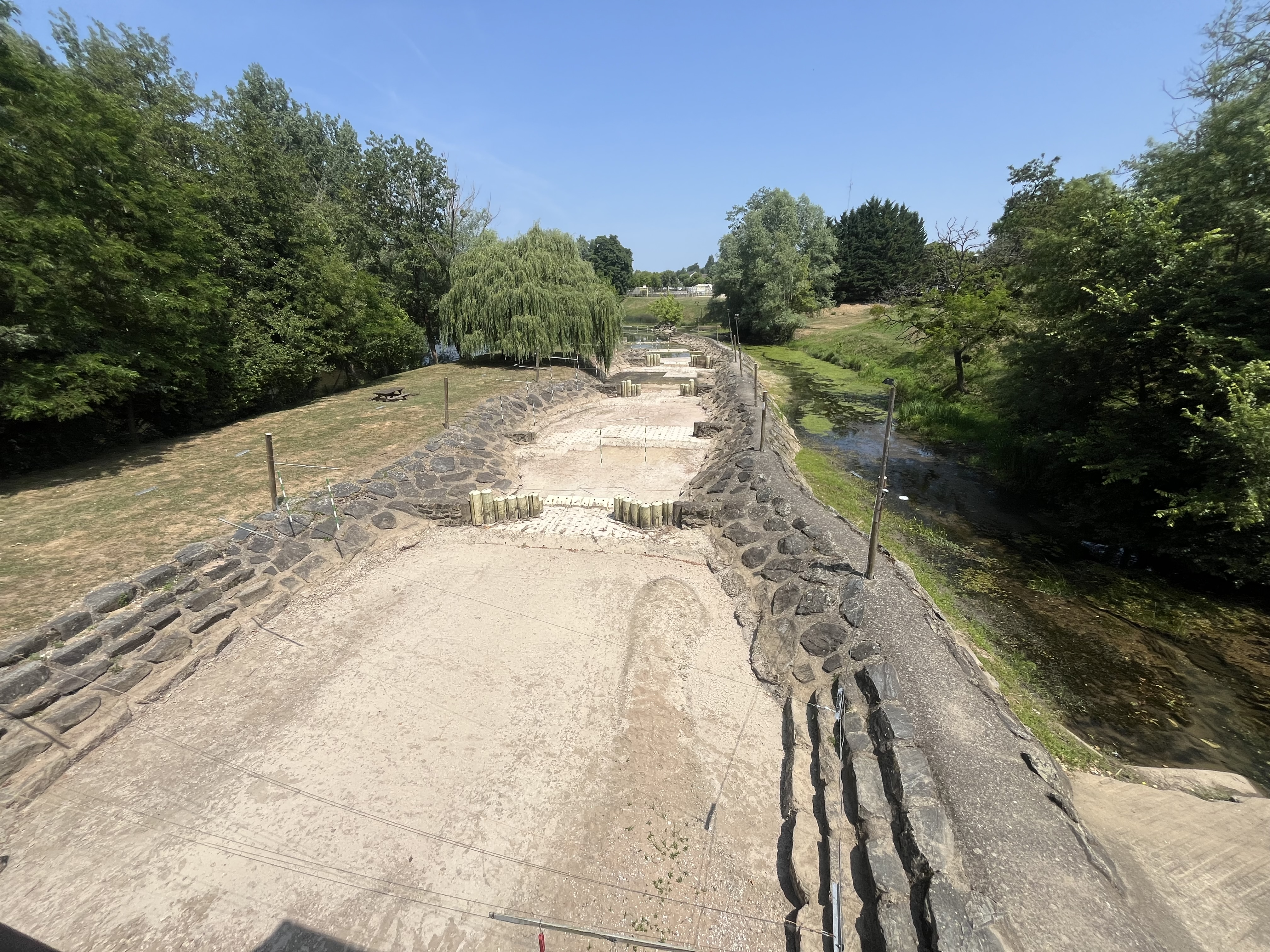
Le stade d'eau vive en 2025.

### Médias
La commune est couverte par les médias suivants : La Nouvelle République du Centre-Ouest, Le Berry républicain, L'Écho - La Marseillaise, La Bouinotte, Le Petit Berrichon, France 3 Centre-Val de Loire, Berry Issoudun Première, Vibration, Forum, France Bleu Berry et RCF en Berry.

### Cultes
Culte catholique
La commune de Tournon-Saint-Martin dépend de l'archidiocèse de Bourges, du doyenné du Val de Creuse et de la paroisse de Tournon-Saint-Martin. Le lieu de culte est l'église Saint-Martin.

## Économie
La commune se situe dans la zone d’emploi du Blanc et dans le bassin de vie de La Roche-Posay.
La commune se trouve dans l'aire géographique et dans la zone de production du lait, de fabrication et d'affinage des fromages Pouligny-saint-pierre et Sainte-maure-de-touraine.
Un camping est présent dans la commune. Il s'agit du camping municipal des Grandes Îles qui dispose de 30 emplacements.

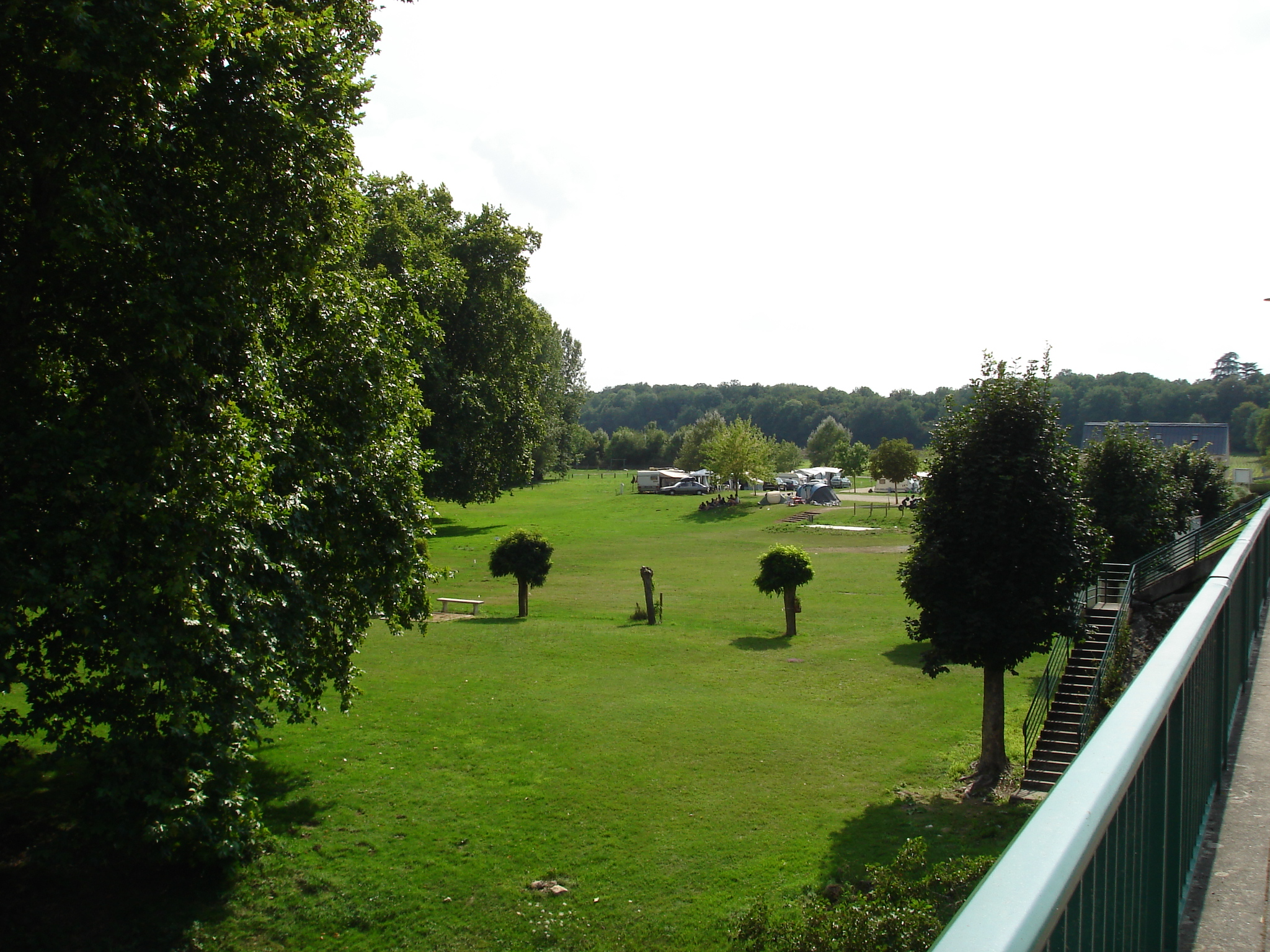
Le camping municipal en 2011.

## Culture locale et patrimoine

### Monuments et lieux touristiques
- Château de Jartraux : il s'agit d'un manoir du XVIIIe siècle, qui a subi une extension au XIXe siècle.
- Ruines du château de Prinçay (XVe siècle)
- Église Saint-Martin (1902-1904. Elle se trouve sur l'emplacement d'une ancienne église du XIVe siècle. L'architecte, Camille-François Létang (architecte de la ville de Châteauroux) est décédé pendant la construction. L'église a été terminée par un autre architecte de Châteauroux, Lucien-Joseph Damon.
- Château de Maison-Neuve : Maison forte édifiée dans la première moitié du XVe siècle. Selon la tradition locale, Jeanne d’Arc a, en 1429, passé une nuit à Maison-Neuve, d’où le nom de « Maison de Jeanne » donné au château par certains habitants de Tournon-Saint-Martin[48]. Maison-Neuve

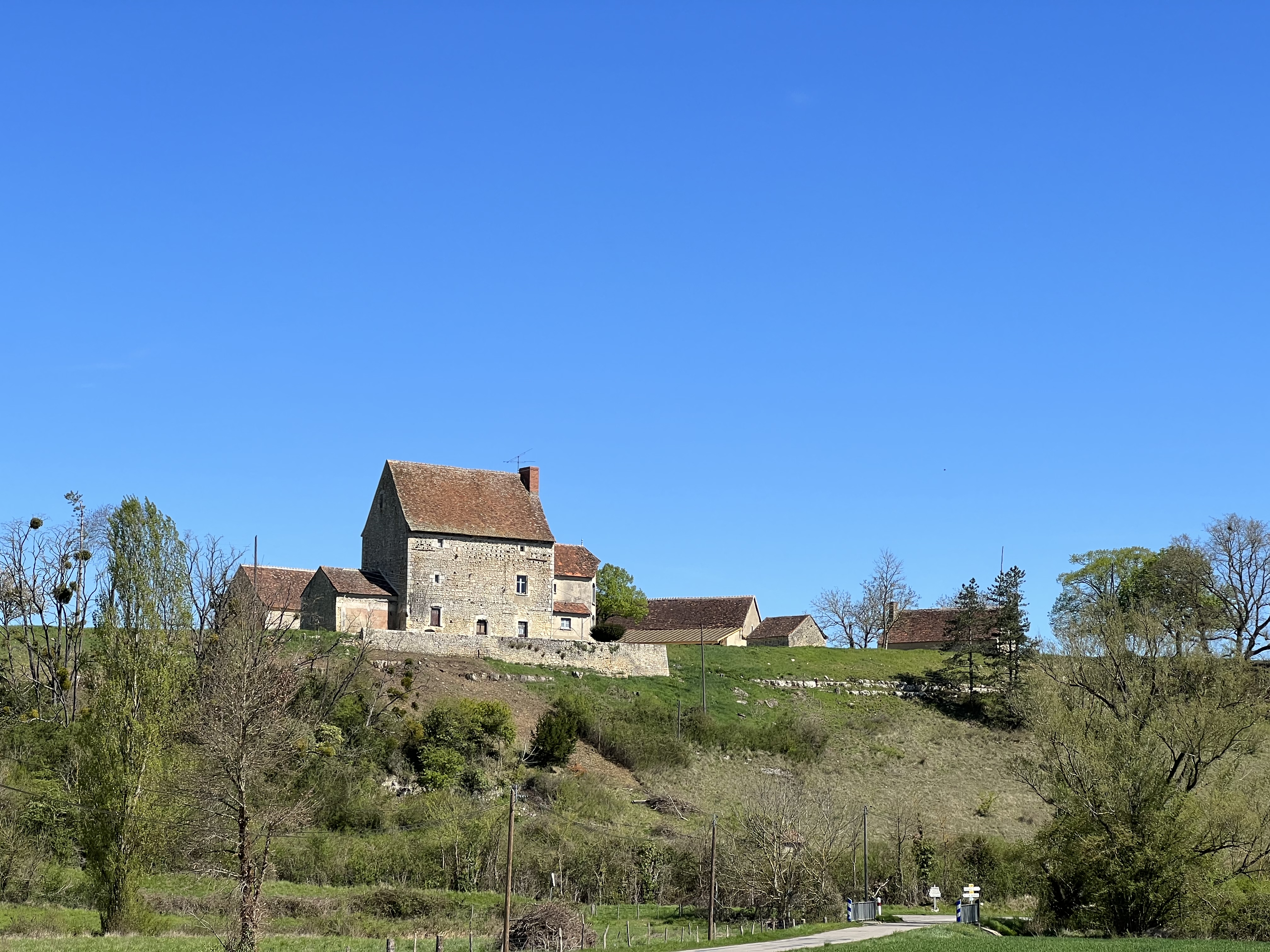
Maison-Neuve

- Monument aux morts

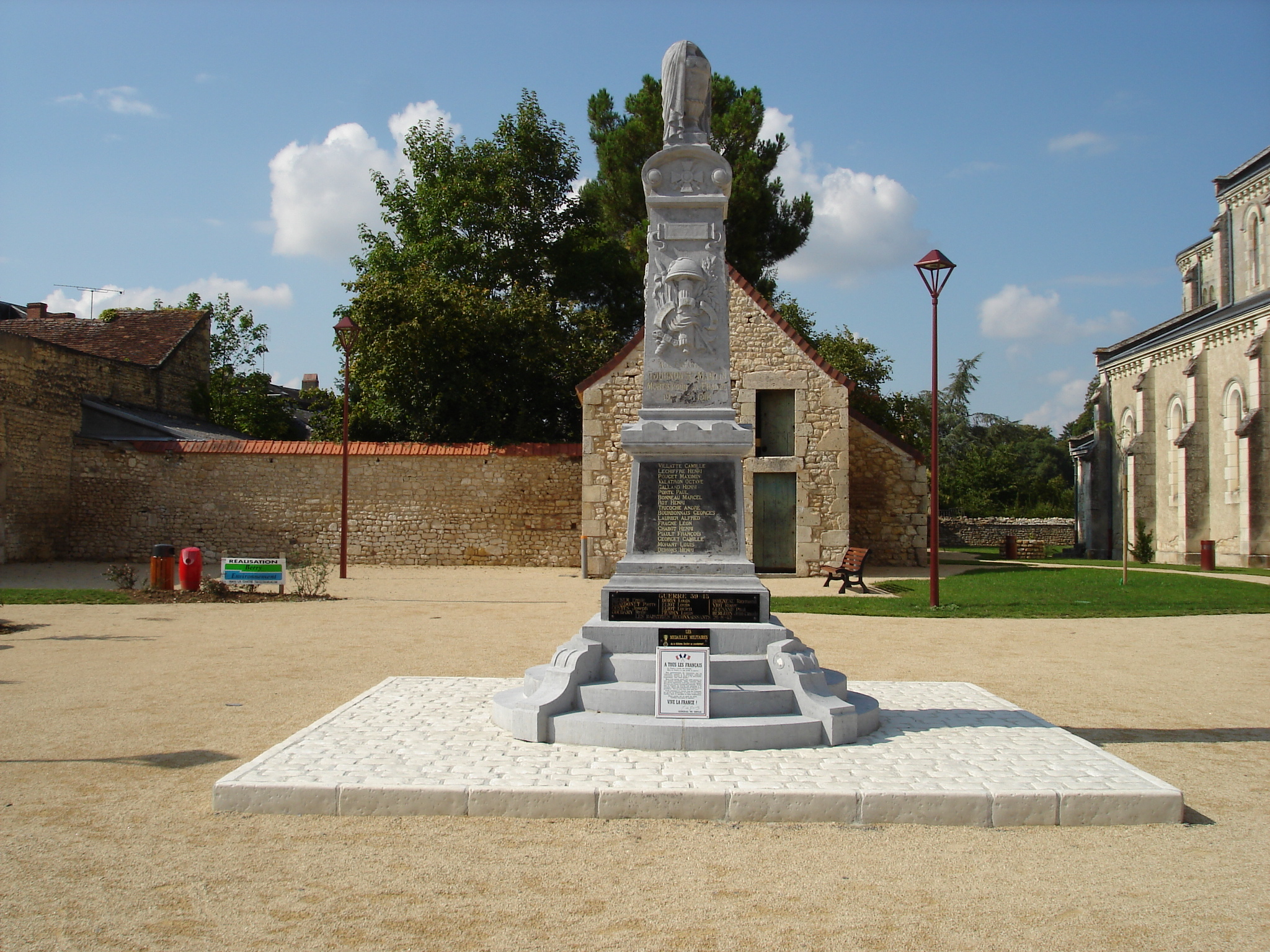
Le monument aux morts en 2011.

### Personnalités liées à la commune
- Mado Robin (1918-1960), cantatrice soprano française.

### Héraldique, logotype et devise
| Blason de Tournon-Saint-Martin | Blason  | Écartelé : au premier et au quatrième contre-écartelé d'argent et d'azur, au deuxième et au troisième d'argent fretté de sable.                      |
| Blason de Tournon-Saint-Martin | Détails | Ce blason est une création récente, la commune de Tournon-saint-Martin en ayant jamais été pourvue. Le statut officiel du blason reste à déterminer. |